# Larry Kramer
Larry Kramer (Bridgeport, Connecticut, 25 de junio de 1935 - Manhattan, Nueva York, 27 de mayo de 2020) fue un escritor, productor de cine y activista gay estadounidense. 
Comenzó su carrera reescribiendo guiones para Columbia Pictures, lo que le llevó a Londres, donde trabajó para United Artists. En Londres escribió el guion para la película Mujeres enamoradas (1969), por el que consiguió una nominación al Óscar. Kramer introdujo un estilo polémico y beligerante en su novela de 1978 Faggots (Maricones). El libro generó críticas desiguales, pero una enfática denuncia desde elementos de la comunidad gay por su retrato parcial de las relaciones homosexuales en la década de 1970 como superficiales y promiscuas. 
Kramer fue testigo directo de la aparición y avance de la enfermedad que más tarde se denominaría síndrome de inmunodeficiencia adquirida (SIDA) entre sus amigos a inicios de la década de 1980. Fue cofundador de Gay Men's Health Crisis (GMHC), que se ha convertido en una de las mayores organizaciones privadas del mundo que ayuda a personas con sida. Kramer, cada vez más frustrado con la parálisis burocrática y la apatía de los hombres homosexuales frente a la crisis del sida en los Estados Unidos, pensó en llevar su activismo más allá de los servicios sociales que ofrecía el GMHC. Expresó esa frustración escribiendo la obra de teatro The Normal Heart, estrenada en el The Public Theater en Nueva York en 1985. Su activismo político continuó con la fundación de AIDS Coalition to Unleash Power (ACT UP) en 1987, una influyente organización de protesta por acción directa, que tenía como objetivo sensibilizar la atención del público para luchar contra la crisis del sida. ACT UP ha contribuido decisivamente al cambio de la política sanitaria y la percepción de las enfermos de sida en Estados Unidos, además de generar una gran conciencia en torno al VIH y las enfermedades relacionadas con el sida.
Kramer fue finalista del Premio Pulitzer por su obra de teatro The Destiny of Me (1992) y recibió en dos ocasiones el Premio Obie. Kramer residió en Manhattan y Connecticut.

## Infancia y juventud
El más joven de dos hermanos, Kramer nació en Bridgeport (Connecticut), considerado un «hijo no deseado» por sus padres judíos, un abogado y una trabajadora social. Cuando su familia se trasladó a Maryland, Kramer se encontró en una situación socioeconómica más baja que sus compañeros de educación secundaria. Kramer ya había tenido relaciones sexuales con uno de sus compañeros en los primeros años de secundaria, pero salía con compañeras de clase durante sus últimos años de secundaria. El padre de Kramer quería que se casase con una mujer adinerada y le presionó para que se hiciese miembro de Pi Tau Pi, una fraternidad judía.
Kramer se matriculó en la Universidad de Yale en 1953, donde tuvo dificultades de adaptación. Se sentía solo y sus notas eran más bajas de lo que estaba acostumbrado. Trató de suicidarse con una sobredosis de aspirina, porque se sentía como el «único estudiante gay del campus». La experiencia le empujó a explorar su sexualidad y lo colocó en el camino de la lucha por «la dignidad de las personas homosexuales». El siguiente semestre tuvo un amorío con su profesor de alemán — su primera relación romántica correspondida con un hombre. Cuando el profesor fue invitado a estudiar en Europa, sugirió a Kramer que lo acompañase, pero Kramer decidió no ir.
Yale había sido una tradición familiar: el padre de Kramer, el hermano mayor, Arthur, y dos tíos habían sido alumnos. Kramer disfrutó del club de teatro de la universidad durante el resto de su tiempo en Yale y se graduó en 1957 en filología inglesa.

## Carrera

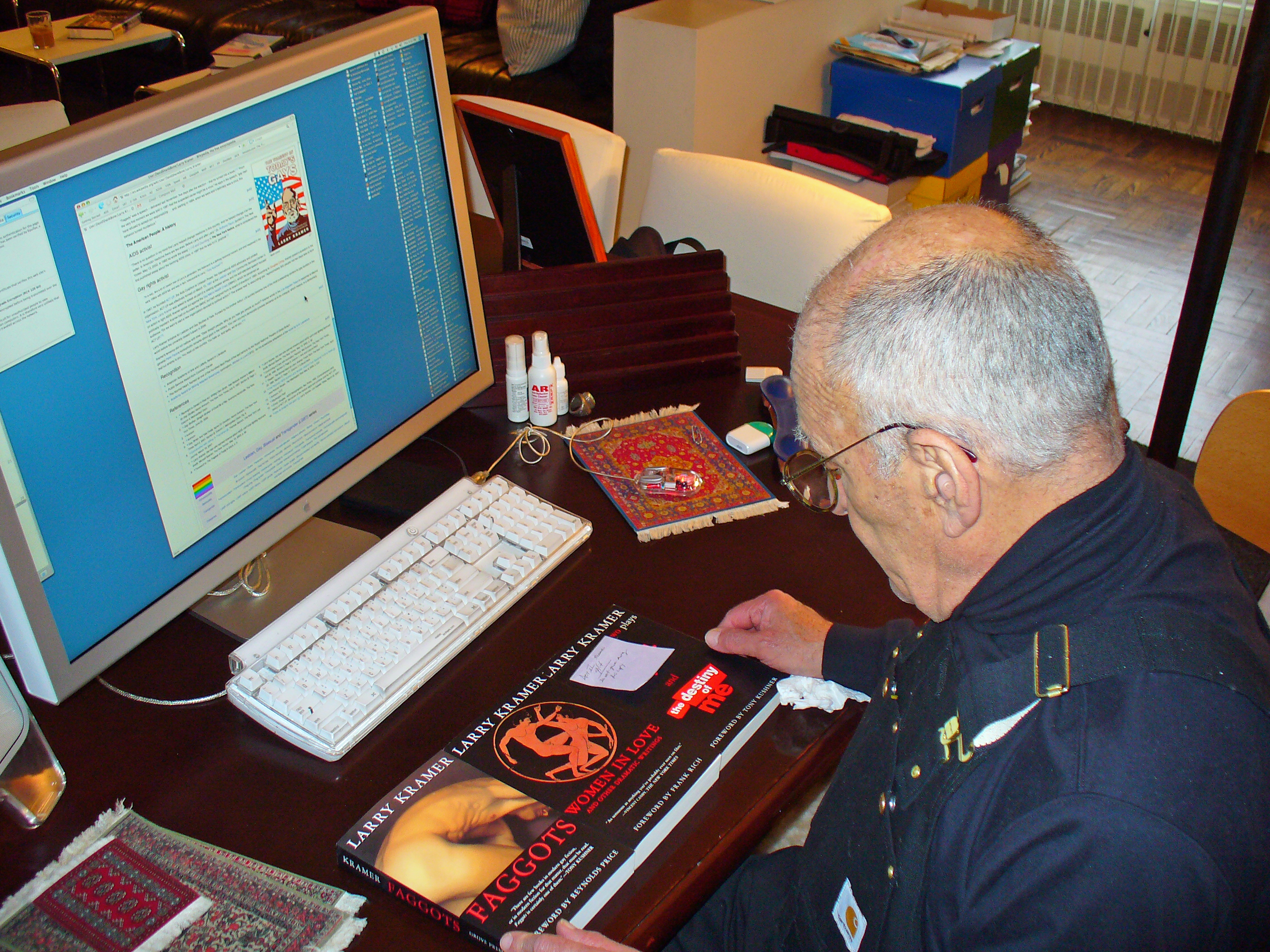
Kramer en casa en 2007, revisando la nueva edición de Grove Press de su obra. Su biografía de la Wikipedia en inglés se muestra en el ordenador.

### Primeros escritos
Según Kramer, cada una de las obras de teatro que escribió derivan de un deseo de entender la naturaleza del amor y sus obstáculos. A los 23 años Kramer comenzó su andadura en la producción cinematográfica, trabajando como teletipista en Columbia Pictures, empleo que aceptó porque la máquina estaba en frente de la oficina del presidente de Columbia. Finalmente, conseguiría un puesto en el departamento de historias, revisando guiones. Su primer crédito como autor fue un diálogo escrito para Here we go round the mulberry bush, una comedia erótica sobre adolescentes. A este trabajo le siguió el guion de Mujeres enamoradas, nominado en 1969 a un Óscar al mejor guion adaptado; una adaptación de la novela de D. H. Lawrence. Su siguiente colaboración fue lo que Kramer afirmaba ser «la única cosa de la que me avergüenzo en mi vida», la versión musical de 1973 de la película de Frank Capra, Horizontes perdidos (1937), que resultó ser un estrepitoso fracaso comercial y de crítica. Kramer ha afirmado que la muy negociada remuneración recibida por esta película, en la que su hermano invirtió con acierto, es lo que le permitió tener una autosuficiencia económica.
Kramer comenzó a integrar la homosexualidad como tema en sus obras y trató de escribir para el teatro. Escribió Sissies' scrapbook («El álbum de recortes de los mariquitas») en 1973 (más tarde reescrito como Four friends, «Cuatro amigos»), una obra dramática sobre cuatro amigos, de los que uno es gay, y sus relaciones disfuncionales. Kramer la caracterizó como una obra sobre la «cobardía y la inhabilidad de algunos hombres para crecer, dejar atrás las ataduras emocionales de los compañeros de universidad y asumir las responsabilidades adultas». La obra se estrenó en un teatro montado en una antiguo gimnasio del YMCA en la calle 53 con la 8ª Avenida en Nueva York, denominado Playwrights Horizons. Esta experiencia del teatro en vivo le hizo ver que escribir para el teatro era lo que quería hacer. Aunque la obra recibió una crítica más o menos positiva en el New York Times, fue cancelada por el productor y Kramer se disgustó de tal manera que decidió no volver a escribir para el teatro nunca más, afirmando más tarde, «Tienes que ser masoquista para trabajar en el teatro y un sádico para tener éxito en sus escenarios».
La siguiente obra de Kramer fue A minor dark age («Una edad oscura menor»), que no consiguió que se estrenara. Frank Rich, en la introducción a la colección de obras menos conocidas de Kramer publicada por Grove Press, escribió que «la calidad onírica del escrito es evocador» en Dark age y que sus temas, como la exploración de las diferencias entre el sexo y la pasión, «son esencias de sus obra completas» que presagian sus escritos futuros, incluyendo su novela de 1978, Faggots.

### Faggots
En 1978 Kramer entregó la versión definitiva de una novela, que había reescrito tres veces, en la que describía el estilo de vida de los hombres homosexuales en Fire Island y Manhattan. En la novela, Faggots («Maricones»), el protagonista es un trasunto del autor, un hombre que es incapaz de encontrar el amor porque en todas partes se topa con drogas y sexo sin emociones tanto en discotecas como bares de moda. Sobre su inspiración al escribir la novela: «Quería estar enamorado. Casi todo el mundo que conocía compartía el mismo sentimiento. Creo que la mayoría de las personas, en cierto nivel, querían lo que yo estaba buscando, tanto si hacían mofa de ello como si decían que no podemos vivir como los heterosexuales, o sea cual fuere la excusa que dieran.» El estudio previo que realizó consistió en una serie de entrevistas con muchos hombres y visitas a diversos establecimientos. Según iba entrevistando a la gente, oía una pregunta común: «¿Estás escribiendo un libro negativo? ¿Lo vas a hacer de forma positiva? ... Comencé a pensar, "Dios mío, la gente realmente debe tener sentimientos encontrados sobre las vidas que llevan." Y era verdad. Creo que la gente se sentía culpable sobre la excesiva promiscuidad y juerga.»
La novela generó un clamor desde la comunidad que retrataba; fue eliminada de las estanterías de la librería Oscar Wilde, la única librería gay de Nueva York, y a Kramer se le prohibió entrar en la tienda de ultramarinos cerca de su casa en Fire Island. A los críticos de Kramer les resultaba difícil creer que las relaciones amorosas homosexuales fueran en la vida real tal y como Kramer las describía en su libro; tanto la prensa gay como la prensa corriente dejaron al libro por los suelos. Sobre la recepción de la novela, Kramer afirmó, «El mundo heterosexual pensaba que yo era asqueroso y el mundo gay me trataba como si fuera un traidor. La gente casi me daba la espalda cuando pasaba a su lado. ¿Sabes cuál era mi crimen? Poner la verdad por escrito. Es lo que hago: he dicho la puta verdad a todo al que me he encontrado delante.» Sin embargo, Faggots se convirtió en uno de los superventas de la novela gay de todos los tiempos.
En 2000, Reynolds Price describió la importancia de la novela en que «cualquiera que busque respuestas actuales en Internet, enseguida encontrará que las heridas producidas por Faggots todavía escuecen». A pesar de que Kramer fue rechazado por las personas que él mismo pensaba que iban a elogiarlo, el libro nunca ha dejado de reeditarse y a menudo es parte integral de cursos acerca de estudios homosexuales. Andrew Sullivan escribió: «Faggots tocaba un punto sensible. Rezuma un sentimiento de que los hombres homosexuales podrían ser mejores si se viesen como humanos completos, si pudiesen dejar de odiarse y engañarse a sí mismos.»

### Gay Men's Health Crisis
Inicialmente, mientras vivía en Fire Island en la década de 1970, Kramer no tenía intención de involucrarse en activismo político. Había grupos políticamente activos en Nueva York, pero Kramer señaló que la cultura en Fire Island era tan diferente que a menudo se reían de los activistas políticos: «No era chic. No era algo de lo que presumieses con tus amigos [...] Gente marchando por la Quinta Avenida era otro mundo. La configuración de Fire Island era sobre la belleza y la imagen y los hombres bonitos.»
Sin embargo, cuando amigos que conocía de Fire Island comenzaron a enfermar en 1980, Kramer se involucró en el activismo gay. En 1981, a pesar de no tener ninguna experiencia en dicho movimiento, Kramer invitó a su piso a los gais más prominentes de la ciudad de Nueva York para escuchar a un médico explicarles cómo las enfermedades de sus amigos estaban relacionadas y que había que investigarlo. Al año siguiente, se llamaron a sí mismos el Gay Men's Health Crisis (GMHC) y se convirtieron en la principal organización en la recaudación de fondos para dar servicio a las personas afectadas por el síndrome de inmunodeficiencia adquirida (SIDA) en la ciudad de Nueva York. Aunque Kramer formó parte de la primera junta directiva, su punto de vista sobre cómo debía llevarse la organización pronto entraron en conflicto con la del resto de los miembros. Aunque el GMHC se centraba en los servicios sociales para los homosexuales que estaban muriendo, Kramer insistía enérgicamente que debían luchar por conseguir dinero de la ciudad de Nueva York. El alcalde Ed Koch se convirtió en un objetivo claro para Kramer, al igual que lo fue la conducta de los hombres homosexuales, antes de que se supiera cual era el modo de transmisión del virus de la inmunodeficiencia humana (VIH).
Cuando los médicos sugirieron que los hombres debían dejar de tener sexo, Kramer animó al GMHC a transmitir el mensaje a cuantos más hombres homosexuales fuera posible. Cuando se negaron, Kramer escribió un ensayo titulado 1112 and Counting («1112 y subiendo»), publicado en 1983 en el New York Native, un periódico gay. El ensayo analizaba el avance de la enfermedad, la falta de respuesta gubernamental y la apatía de la comunidad gay. El ensayo pretendía asustar a los hombres homosexuales y enfurecerlos hasta el punto de que reaccionaran ante la indiferencia del gobierno. Michael Specter escribe en el The New Yorker, «era un tocho de cinco mil palabras que acusaba a casi todo el mundo relacionado con Salud Pública en Estados Unidos –funcionarios en los Centros para el Control y Prevención de Enfermedades en Atlanta, investigadores en los Institutos para la Salud en Washington, médicos en el Memorial Sloan-Kettering Cancer Center en Manhattan y políticos locales (especialmente al alcalde Ed Koch)– que se negaban a reconocer las implicaciones de la incipiente epidemia del sida.» La condena más severa en el artículo estaba reservada a aquellos hombres homosexuales que pensaban que ignorando la nueva enfermedad simplemente desaparecería.»
El estilo beligerante acabó siendo una ventaja y consiguió que el asunto llegara a la atención de los medios de comunicación de Nueva York, lo que nunca nadie había conseguido antes. Kramer se dio cuenta de que era una desventaja cuando percibió que su fama era «la de un hombre completamente loco». Se sentía especialmente frustrado por las tácticas evasivas, frustración que se multiplicaba en los casos en los que un hombre gay, aún en el armario, era el responsable de las agencias que parecían ignorar el sida. Se enfrentó al director del Instituto Nacional de la Salud por no dedicar más tiempo y esfuerzo en la investigación del sida porque aún estaba en el armario. Hasta le llegó a tirar una bebida a la misma cara del recaudador de fondos Terry Dolan en una fiesta, a quien le dijo a los gritos que estaba al tanto de sus escarceos amorosos con otros hombres, pero que sí usaba su miedo a ser reconocido como homosexual para recaudar dinero para causas conservadoras. Afirmó que Ed Koch, los medios de comunicación y las agencias gubernamentales de Nueva York eran «iguales a los asesinos». Escribió el artículo «Queridos heterosexuales, ¿por qué odiáis tanto a los gais?» para el Los Angeles Times en respuesta a los comentarios homófobos sobre los homosexuales en el ejército del general de marina Peter Pace. Incluso la vida personal de Kramer se vio afectada, cuando él y su pareja –también miembro de la junta directiva del GMHC– se separaron por la condena expresada por Kramer sobre la apatía política del GMHC.
El pasado de Kramer también ponía en peligro su mensaje, debido a que muchos hombres se habían sentido ofendidos por Faggots y consideraban sus advertencias alarmistas, una muestra de sus actitudes negativas hacia el sexo. El dramaturgo Robert Chesley respondió a su artículo en el New York Native comentando: «Lee con atención cualquier cosa escrita por Kramer y creo que verás que el subtexto es siempre: el precio del pecado es la muerte». El GMHC expulsó a Kramer de la organización en 1983, porque consideraban que el método de comunicación preferido de Kramer era demasiado militante para el grupo.

### The Normal Heart
Sorprendido y entristecido por su expulsión del GMHC, Kramer embarcó en un largo viaje por Europa. Durante su visita al Campo de concentración de Dachau se enteró de que ya había estado abierto desde 1933 y que, ni los alemanes, ni otras naciones, no habían hecho nada para detener la apertura. El hecho le sirvió de inspiración para escribir una crónica del mismo tipo de reacción del gobierno estadounidense y de la comunidad gay a la crisis del sida, en lo que acabó siendo The Normal Heart (Un corazón normal).
Pese a su promesa de no volver a escribir para el teatro, The Normal Heart es un drama que transcurre entre 1981 y 1984. Narra la historia de un escritor, Ned Weeks, que cuida de su amante que se está muriendo de una enfermedad desconocida. Sus médicos están desconcertados y frustrados por no tener recursos para investigarla. Y la organización en la que Weeks andaba metido, que nunca llega a mencionarse, no toma de buen grado toda la publicidad negativa que el activismo de Weeks está generando, y finalmente lo despiden. Kramer explicó más tarde, «intenté hacer a Ned Weeks de lo más irritante que pude [...] trataba de alguna forma expiar mi propio comportamiento». La experiencia fue abrumadoramente emotiva para Kramer; en uno de los ensayos, mientras veía al actor Brad Davis en el escenario abrazando a su moribundo amante, interpretado por D. W. Moffett, Kramer tuvo que meterse en el baño a llorar, y momentos más tarde era abrazado por Davis. La obra es considerada un hito literario. Trataba el tema del sida cuando pocos se atrevían a hablar de la enfermedad que afectaba a los homosexuales. Continúa siendo la obra de teatro que se ha representado durante más tiempo en el Public Theater, que se estrenó en 1985 y se mantuvo en cartel durante todo un año. Se ha puesto en escena más de 600 veces en Estados Unidos, Europa (donde fue televisada en Polonia), Israel, África del Sur y México. Entre los actores que han representado el papel de Ned Weeks, alter ego de Kramer, se incluyen Joel Grey, Richard Dreyfuss (en Los Ángeles), Martin Sheen (en el Royal Court en Londres), Tom Hulce, John Shea en el West End, Raúl Esparza, en un muy aclamado reestreno en el Public Theater, el actor mexicano Hernan Mendoza en el Teatro Helenico y en el Teatro San Jerónimo Independencia de la Ciudad De México y más recientemente, Joe Mantello, en  Broadway, en el Golden Theater. Después de ver la obra, Naomi Wolf comentó, «En aquel momento nadie de la izquierda [...] usaba el marco moral que es parte intrínseca de la voz de Kramer y que la derecha ha adoptado certeramente. Consciencia, responsabilidad, vocación; verdades y mentiras, claridad de intención o abandono de la propia vocación moral; lealtad y traición [...]»
En una crítica para el New York Times, Frank Rich comentó:

He accuses the governmental, medical and press establishments of foot-dragging in combating the disease—especially in the early days of its outbreak, when much of the play is set—and he is even tougher on homosexual leaders who, in his view, were either too cowardly or too mesmerized by the ideology of sexual liberation to get the story out. "There's not a good word to be said about anyone's behavior in this whole mess," claims one character—and certainly Mr. Kramer has few good words to say about Mayor Koch, various prominent medical organizations, The New York Times or, for that matter, most of the leadership of an unnamed organization apparently patterned after the Gay Men's Health Crisis.
Acusa al gobierno, a los poderes médicos y a la prensa de dar largas en la lucha contra la enfermedad, sobre todo en los primeros días de su aparición, periodo en el que transcurre gran parte de la obra, y es incluso más duro con los líderes homosexuales que, en su opinión, eran o demasiado cobardes o estaban fascinados por la ideología de la liberación sexual para hablar públicamente del problema. «No se puede decir una palabra buena de ninguno de ellos en todo este desastre», afirma uno de los personajes —y ciertamente, el Sr. Kramer tiene pocas palabras buenas para el alcalde Koch, varias importantes organizaciones médicas, el The New York Times o, en realidad, la mayoría de los líderes de organizaciones sin nombre que seguían el modelo del Gay Men's Health Crisis.
Frank Rich

### ACT UP
En 1987 Kramer fue el catalizador en la fundación de AIDS Coalition to Unleash Power (ACT UP), un grupo de protesta de acción directa que fijaba a agencias gubernamentales y corporaciones como objetivo para generar publicidad sobre la falta de tratamiento y de fondos económicos para las personas afectas de sida. ACT UP se formó en el Lesbian, Gay, Bisexual and Transgender Community Services Center de Nueva York. Kramer realizó una charla muy concurrida como parte de una serie de conferencias, centrada en las actividades en pro de la lucha contra el sida. Comenzó poniendo de pie dos tercios del público y les anunció que estarían muertos en los próximos cinco años. Kramer repitió los puntos introducidos en su ensayo «1112 y subiendo»:

If my speech tonight doesn't scare the shit out of you, we're in real trouble. If what you're hearing doesn't rouse you to anger, fury, rage, and action, gay men will have no future here on earth. How long does it take before you get angry and fight back?
Si mi discurso esta noche no hace que os caguéis de miedo, tenemos un gran problema. Si lo que oís, no os provoca ira, furia, rabia y acción, los homosexuales no tienen futuro sobre la Tierra. ¿Cuánto tiempo se necesita para que os enfurezcáis y defendáis?

Su primer objetivo fue la Administración de Alimentos y Medicamentos (FDA), a la que Kramer acusó en el New York Times de negligencia hacia y con los estadounidenses infectados de VIH que desesperadamente necesitaban de una medicación que les frenase la enfermedad.
Involucrándose en acciones de desobediencia civil que resultaran en el arresto de muchas personas era uno de los principales objetivos, porque atraería la atención pública a la meta que la fundación se había propuesto. El 24 de marzo de 1987, 17 personas de 250 participantes fueron arrestadas por bloquear el tráfico en hora punta delante de las oficinas de la FDA en Wall Street. Kramer fue detenido docenas de veces mientras trabajaba para y por ACT UP y la organización creció hasta tener cientos de grupos en Estados Unidos y Europa. El inmunólogo Anthony Fauci afirma que «ACT UP puso el tratamiento médico en manos de los pacientes. Y es como debería ser [...] No tengo duda de que Larry ayudó a cambiar la medicina en este país. Y ayudó a cambiarla para mejor. En la medicina estadounidense hay dos eras: la de antes de Larry y la que vino después.» El dramaturgo Tony Kushner opina que la razón de que Kramer luchara infatigablemente era «En cierto sentido, como un montón de hombres judíos de la generación de Larry, el Holocausto es un momento histórico decisivo y lo que pasó a principios de la década de 1980 con el sida a Larry le parecía, y era de hecho, un holocausto.»
Dos décadas más tarde, Kramer continuaba luchando por la igualdad social y legal de los homosexuales. «El proceso democrático de nuestro propio país nos declara desiguales, lo que quiere decir, en una democracia, que nuestro enemigo eres tú», escribió en 2007. «Tú nos tratas como a las sobras. Nos odias. Y tristemente, te lo permitimos.»

### Just Say No, A Play about a Farce
Continuando con su comentarios sobre la indiferencia del gobierno hacia el sida, Kramer escribió Just Say No, A Play about a Farce («Simplemente di no, una obra sobre una farsa») en 1988. Destacó la hipocresía sexual de las administraciones de Reagan y Koch, que permitieron que el sida se convirtiese en una epidemia; trata sobre una Primera dama, su hijo gay y el alcalde gay en el armario de la «ciudad más grande del noroeste» de América. Su estreno en Nueva York, con Kathleen Chalfant, Tonya Pinkens y David Margulies, fue muy valorada por los pocos que fueron a verla, después de ser crucificada por el New York Times. La crítica social y escritora Susan Sontag escribió de la obra, «Larry Kramer es uno de los más valiosos alborotadores de Estados Unidos. Espero que nunca baje su voz.»

### Reports from the Holocaust: The Story of an AIDS Activist

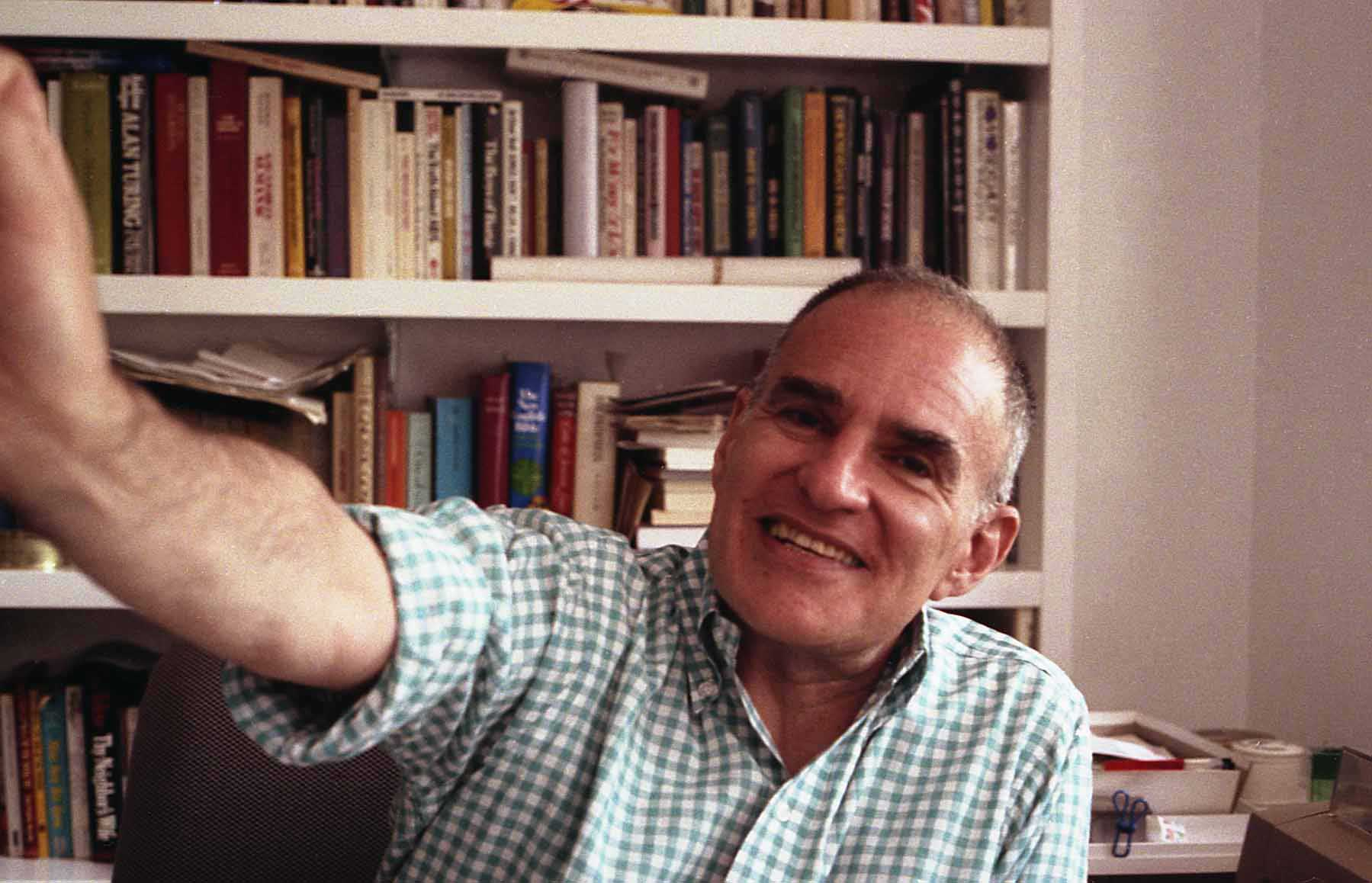
Larry Kramer en 1989

Publicado inicialmente en 1989, y más tarde ampliado y reeditado en 1994, Reports from the Holocaust: The Story of an AIDS Activist («Informes desde el Holocausto: La historia de un activista contra el sida») contiene una diversa selección de ensayos de Larry Kramer centrados en el activismo contra el sida y los derechos civiles LGBT, en la que se incluyen cartas al editor y discursos que documentan el tiempo pasado en Gay Men's Health Crisis, ACT UP y posteriormente.
El mensaje central del libro es que los homosexuales deben aceptar la responsabilidad de sus propias vidas y que aquellos que siguen vivos deben apoyar a su comunidad luchando por las personas enfermas de sida y por los derechos LGBT, porque «Debo devolver algo a este mundo por haberme dado mi vida, que vale muchísimo. Si eres ingrato y no devuelves nada, estás diciendo que tu vida no vale una mierda y que merecemos morir y que las muertes de todos nuestros amigos y amantes no valen nada. No puedo creer que en el fondo de tu corazón te sientas así. No puedo creer que quieras morir. ¿Quieres morir?» La primera edición presenta un retrato de él como activista y la edición de 1994 incluye comentarios escritos por Kramer que hacen una reflexión sobre sus escritos anteriores y permiten entender mejor sus escritos en general.
Kramer define de forma directa y deliberada el sida como un holocausto, porque mantiene que el gobierno de los Estados Unidos no respondió con rapidez y no agotó los esfuerzos necesarios para curar el sida porque cuando se desató el virus solo se infectaban los homosexuales y, poco después, las minorías predominantemente pobres y carentes de poder político. A través de discursos, editoriales y cartas personales, a veces abiertas, a figuras políticas como Gary Bauer y el antiguo alcalde de Nueva York, Ed Koch, diversos periodistas del New York Times y del director del Instituto Nacional de Alergia y Enfermedades Infecciosas, Anthony Fauci, Kramer defiende yexige una respuesta más rotunda para el sida. Implora al gobierno que realice estudios basados en estándares científicos comunes y que destine recursos económicos y personal para la investigación del sida. Kramer concluye que la respuesta al virus en los Estados Unidos se puede definir como un holocausto, por el gran número de muertes resultantes de la negligencia y desidia en torno a la nueva enfermedad por parte de las administraciones de Ronald Reagan, George H. W. Bush y la de Bill Clinton en los primeros años de su mandato.

### The Destiny of Me
The Destiny of Me (Mi destino) retoma el argumento donde The Normal Heart paró, siguiendo la vida de Ned Weeks en su lucha contra aquellos cuya complacencia o voluntad impedían el descubrimiento de una cura para la enfermedad que sufría. La obra se estrenó en octubre de 1992 y se mantuvo en cartel durante un año en el Teatro Lucille Lortel, en una producción de la Circle Repertory Company. La obra fue finalista del Premio Pulitzer, ganó dos Premios Obies y recibió el Premio Lortel por ser la mejor obra teatral del año. La producción inicial tenía como protagonista a John Cameron Mitchell, «un joven actor que domina el escenario con una actuación a la vez etérea y magnética», según el crítico del New York Times, Frank Rich. Según Rich, lo más poderoso fue la pregunta temática que Kramer se hace a sí mismo: «¿Por qué de todas las personas, fue él quien estaba destinado a quejarse haciendo ruido con la intención de alterar el destino de la humanidad?» Kramer comenta en la introducción a la obra:

This journey, from discovery through guilt to momentary joy and toward AIDS, has been my longest, most important journey, as important as—no, more important than my life with my parents, than my life as a writer, than my life as an activist.  Indeed, my homosexuality, as unsatisfying as much of it was for so long, has been the single most important defining characteristic of my life.
Este viaje, desde el descubrimiento a través de la culpa hasta la alegría momentánea y hacia el sida, ha sido mi más largo e importante viaje, tan importante como —no, más importante que mi vida con mis padres, que mi vida como escritor, que mi vida como activista. De hecho, mi homosexualidad, tan poco satisfactoria como mucha de la misma fue durante largo tiempo, ha sido la característica individual definitoria más importante de mi vida.

El estreno en 2002 en el Teatro Finborough de Londres fue la selección número uno de los críticos en el The Evening Standard.

### The Tragedy of Today's Gays
The Tragedy of Today's Gays («La tragedia de los gais de hoy en día») fue un discurso y grito de guerra que Kramer presentó cinco días después de la reelección de George W. Bush, que luego convirtió en libro. Kramer consideraba inconcebible que Bush fuera reelegido a costa de los homosexuales, cuando existían tantos otros temas urgentes:

Almost 60 million people whom we live and work with every day think we are immoral. “Moral values” was top of many lists of why people supported George Bush. Not Iraq. Not the economy. Not terrorism. "Moral values." In case you need a translation that means us. It is hard to stand up to so much hate.
Casi 60 millones de personas con las que vivimos y trabajamos todos los días creen que somos unos depravados. Los «Valores morales» tenían prioridad y eran de las muchas razones por las que la gente apoyaba a George Bush. No fue por Irak. Ni por la economía. Ni el terrorismo, sino por los «Valores morales». En el caso de que necesites una traducción, eso se refiere a nosotros. Es duro enfrentarse a tanto odio.

Los efectos del discurso fueron de amplio alcance y generó de nuevo una controversia en la comunidad gay, poniendo en línea de debate la visión moral de Kramer del impulso y la autoestima de la comunidad a la que ama, pero que sigue desilusionándole.
Kramer incluso declaró:

Does it occur to you that we brought this plague of AIDS upon ourselves? I know I am getting into dangerous waters here but it is time. With the cabal breathing even more murderously down our backs it is time. And you are still doing it. You are still murdering each other.
¿Se te pasa por la mente que nosotros hemos sido quienes nos hemos buscado esta plaga llamada sida? Sé que con esto me estoy adentrando en aguas peligrosas, pero ya es hora. Teniendo a la camarilla de politicos encima nuestro casi aniquilándonos, ya va siendo hora. Y vosotros seguís haciéndolo. Seguís matándoos unos a otros.

Kramer, de nuevo, tuvo muchos detractores dentro de la comunidad. Escribiendo en Salon.com, Richard Kim consideraba que Kramer de nuevo personificaba precisamente aquello que criticaba: la homofobia.

He recycles the kind of harangues about gay men (and young gay men in particular) that institutions like the Times so love to print – that they are buffoonish, disengaged Peter Pans dancing, drugging and fucking their lives away while the world and the disco burn down around them.
Recicla el tipo de arengas que hablan de los homosexuales (y en especial de los que son jóvenes) que las instituciones como el Times tanto les gusta publicar–en las que son descritos como Peter Pan licenciosos y despreocupados que pasan la vida bailando, drogándose y teniendo sexo, aunque el mundo y la discoteca en torno a ellos ardan en llamas.

### The American People: A History
Hacia 1981 Kramer empezó a investigar y a escribir un manuscrito titulado The American People: A History («El pueblo estadounidense: Una historia»), un texto histórico muy ambicioso que comienza en la Edad de Piedra y acaba en el presente. Entre otras informaciones, el texto contiene la idea de que Abraham Lincoln era gay. En 2002, Will Schwalbe, editor jefe de Hyperion Books –la única persona que había leído el manuscrito de cabo a rabo en aquel entonces– dijo que «Se ha impuesto la más grande de las tareas», y lo describió como «impactante, brillante, divertido y desgarrador». En 2006, Kramer dijo de la obra: «[Es] mi propia historia de Estados Unidos y de las causas del VIH/sida [...] Escribir e investigar esta historia me ha convencido de que se permitió intencionadamente que ocurriese la plaga del VIH/sida.»

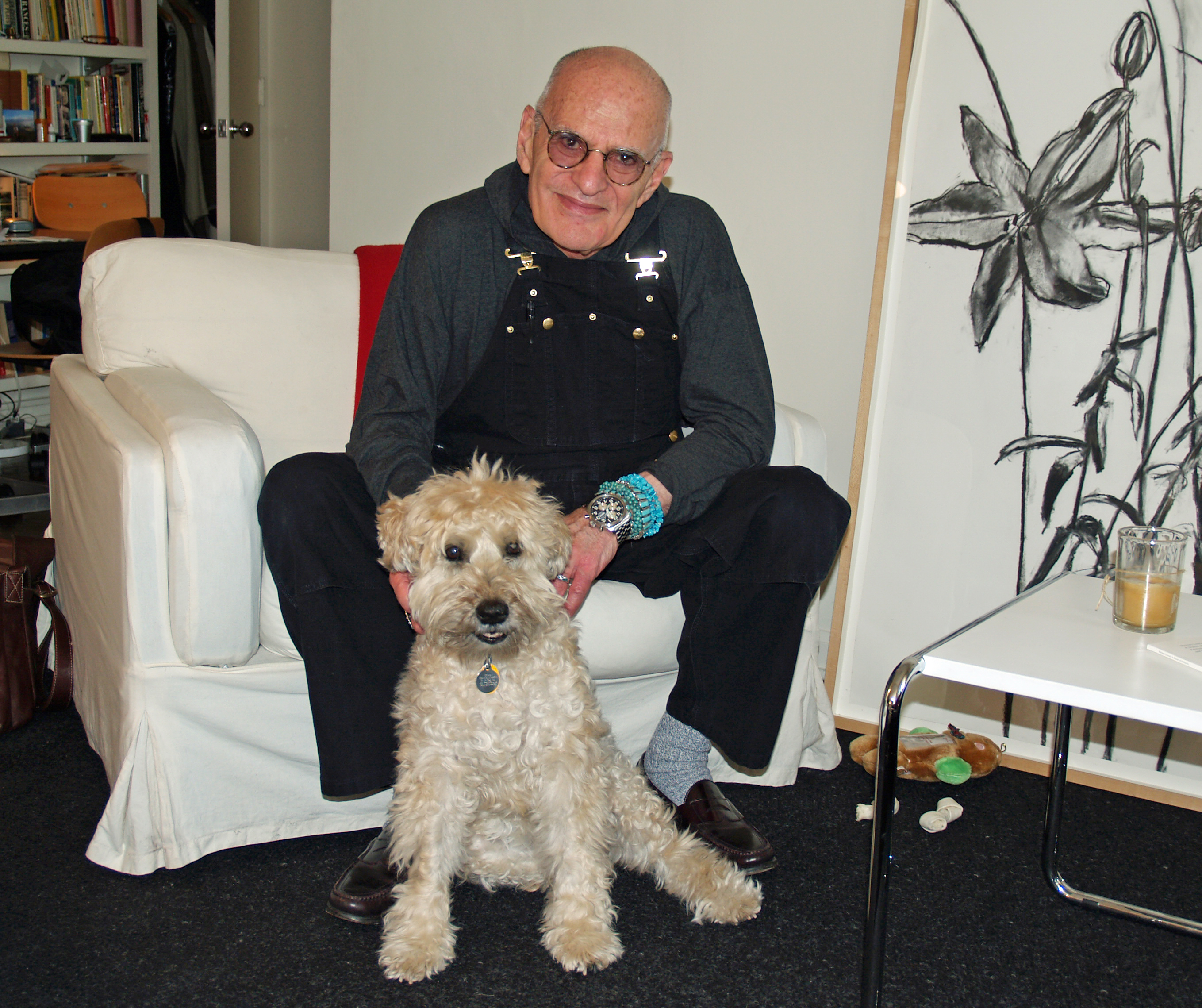
Kramer con su perro Tiger.

### Iniciativa Larry Kramer para los estudios gais y lésbicos
En 1997 Kramer contactó con la Universidad de Yale para realizar su sueño de donar varios millones de dólares «para dotar una cátedra permanente de estudios sobre gais y, a ser posible, para construir un centro de estudiantes gais y lesbianas.» En la época, los estudios de género, étnicos y de razas eran vistos con desconfianza por el sistema académico. El rector de la Universidad en ese momento, Alison Richard, afirmó que el campo de los estudios sobre gais y lesbianas era demasiado reducido, demasiado especializado para un programa especializado a perpetuidad. La propuesta rechazada de Kramer decía: «Yale usará este dinero únicamente para 1) el estudio de y/o la educación sobre la literatura gay masculina, lo que significa cursos para estudiar a los escritores homosexuales a lo largo de la historia o la enseñanza a homosexuales sobre los escritos de su patrimonio cultural y su experiencia. Para asegurar la continuidad de cursos en cualquiera de ambas o en ambas áreas, se deberán crear cátedras permanentes; y/o 2) la creación de un centro de estudiantes gais en Yale [...]»
En 2001 ambas partes acordaron realizar una prueba de cinco años con un capital inicial de un millón de dólares que Arthur Kramer donó para financiar la Larry Kramer Initiative for Lesbian and Gay Studies («Iniciativa Larry Kramer para estudios sobre gais y lesbianas»). El dinero pagaría a profesores invitados y a un coordinador del programa de conferencias, a los ponentes invitados y cubrir gastos de otras actividades. Kramer acordó ceder sus escritos literarios y aquellos relacionados con el movimiento del sida y la creación de GMHC y ACT-UP a la Biblioteca Beinecke. «Ha cambiado todo mucho desde que hice mis primeras reivindicaciones», comentó Kramer, «Estaba tratando de obligarlos a hacer algo. Preferiría que hicieran sus propias cosas. Quizá esto permita una noción que se pueda ampliar más a lo que realmente son los estudios sobre gais y lesbianas.» La Universidad de Yale cerró el programa en 2006.

## Vida personal

### Relación con su hermano

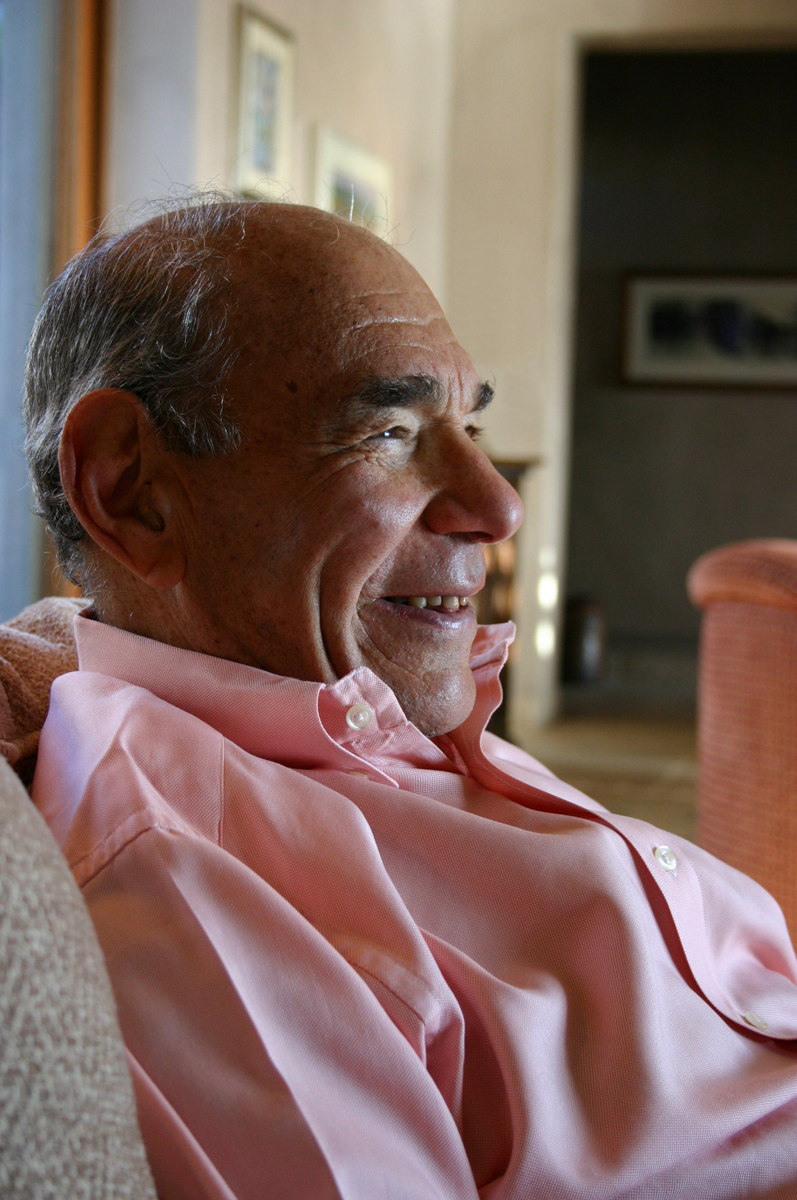
Arthur Kramer, cofundador del bufete de abogados Kramer Levin.

La relación de Kramer con su hermano, Arthur Kramer, cofundador del bufete de abogados Kramer Levin, trascendió a la esfera pública con el estreno de la obra The Normal Heart, en la que Kramer retrata a su hermano en el personaje de Ben Weeks, quien está más preocupado en construir su casa de dos millones de dólares en Connecticut que en prestar su ayuda a la causa de su Kramer. El humorista Calvin Trillin, amigo de ambos, en una ocasión se refirió a The Normal Heart como «la obra sobre la construcción de la casa [de Arthur].» Anemona Hartocollis comentó en el New York Times que «su historia vino a definir una era para cientos de miles de aficionados al teatro.» Arthur, que había protegido a su hermano de sus padres a quienes ambos tenían inquina, fue incapaz de rechazar a Kramer, aunque nunca logró aceptar la homosexualidad de su hermano. Esto fue la causa de años de riñas acaloradas y largas temporadas sin hablarse entre ellos. En la década de 1980, Kramer quería que el bufete de su hermano representara los intereses de Gay Men's Health Crisis, a lo que Arthur contestó que necesitaría la aprobación del comité de aceptación de la empresa. Kramer tomó la respuesta por excusa, en lo que no estaba equivocado, según Arthur confirmaría posteriormente. Más tarde Kramer convocó un boicot de MCI Communications, uno de los clientes más importantes de Kramer Levin, que fue interpretado por Arthur como una afrenta personal. En 1992, los votantes de Colorado aprobaron por referéndum la enmienda 2 a la constitución del estado, que prohibía cualquier tipo de protección para los homosexuales, mientras que para colmo Arthur se negó rotundamente a anular un viaje para esquiar en Aspen, que precisamente se encuentra en Colorado.
A pesar de sus broncas y disputas, mantuvieron una estrecha relación, que es descrita por Kramer en The Normal Heart: «Los hermanos se quieren mucho; la aceptación [de Arthur] es primordial [para Larry].» En 2001, Arthur entregó a la Universidad de Yale una beca de un millón de dólares para establecer la Larry Kramer Initiative for Lesbian and Gay Studies.
Con el tiempo el bufete de abogados Kramer Levin se convirtió en uno de los principales defensores de los derechos LGBT, ayudando a Lambda Legal Defense and Education Fund en casos tan importantes como Lawrence contra Texas ante el tribunal constitucional o Hernández contra Robles ante el tribunal de apelaciones de Nueva York. Arthur Kramer se jubiló en 1996 y falleció de un ataque al corazón en 2008.

### Salud
En 1988 el estrés causado por la cancelación de su obra Just Say No, apenas unas pocas semanas después de su estreno, provocaría que Kramer acabase en el hospital por agravamiento de una hernia congénita. Los médicos descubrieron durante la operación que su hígado estaba dañado por la Hepatitis B, lo que a su vez le llevó a descubrir que era portador del VIH.
En 2001, a los 66 años, Kramer necesitaba de urgencia un trasplante de hígado, pero el Hospital Monte Sinaí de Nueva York rechazó incluirlo en su lista de trasplantes de órganos. Las personas infectadas de VIH eran habitualmente consideradas candidatos inapropiados al trasplante de órganos por las complicaciones derivadas de su enfermedad y por la percepción de que tendrían una corta esperanza de vida una vez trasplantados. De 4.954 trasplantes hepáticos realizados en Estados Unidos, solo 11 se habían hecho en pacientes con VIH. La noticia llevó a Newsweek a anunciar en junio de 2001 que Kramer se estaba muriendo y Associated Press comunicó en diciembre de ese año que Kramer había muerto. Kramer se convirtió en un símbolo para las personas infectadas que tenían renovadas esperanzas de alargar sus vidas gracias a los avances en la medicina. «No deberíamos enfrentarnos a la pena de muerte por quienes somos y por quienes amamos», dijo en una entrevista. En marzo de 2001, el Centro de trasplantes Thomas Starzl en la Universidad de Pittsburgh –que había realizado más trasplantes en portadores del VIH que cualquier otra institución en el mundo– incluyó a Kramer en su lista. Kramer recibió un nuevo hígado el 21 de diciembre de 2001.

### Relaciones sentimentales y residencia
El 24 de julio de 2013 en la unidad de cuidados intensivos del NYU Langone Medical Center, mientras se recuperaba de una reciente cirugía, Kramer se casó con el diseñador arquitectónico, David Webster. Ambos habían sido pareja formal desde 1991, si bien ya lo habían sido en la década de 1970, pero fue entonces cuando Webster decidió acabar la relación que ambos mantenían. Fue dicha ruptura la que inspiró a Kramer a escribir la novela Faggots, que se publicaría el 17 de noviembre de 1978. Cuando le preguntaron sobre su reencuentro décadas más tarde, Webster contestó, «Él había madurado, y yo también».
Kramer repartía su tiempo entre su apartamento de Manhattan cerca de Washington Square Park en Greenwich Village y Connecticut. Otro residente del mismo complejo de apartamentos fue su archienemigo de por vida, Ed Koch, que fue alcalde de Nueva York entre 1978 y 1989, si bien apenas se cruzaban porque vivían en torres distintas. Cuando se tropezó con Koch buscando apartamento en su complejo residencial en 1989, Kramer le dijo «¡No te mudas aquí! ¡Hay gente que te odia!» En otra ocasión Koch trató de acariciar el perro de Kramer en el área de buzones del complejo y Kramer le retiró el perro, diciéndole que Koch era "el hombre que había matado a los amigos de su dueño".
En 2014 se realizó un documental biográfico, "Kramer, en la ira y en el amor".

## Fallecimiento
Falleció a los 84 años en Manhattan el 27 de mayo de 2020 a causa de una neumonía. La noticia del óbito fue comunicada por su marido David Webster.

## Premios y distinciones
Premios Óscar
| Año  | Categoría            | Película           | Resultado |
| ---- | -------------------- | ------------------ | --------- |
| 1970 | Mejor guion adaptado | Mujeres enamoradas | Nominado  |